# Liste der Baudenkmale in Cremlingen
In der Liste der Baudenkmale in Cremlingen sind alle Baudenkmale der niedersächsischen Gemeinde Cremlingen und der Ortsteile Abbenrode, Cremlingen, Destedt, Gardessen, Hemkenrode, Hordorf, Klein Schöppenstedt, Schandelah, Schulenrode und Weddel aufgelistet. Die Quelle der Baudenkmale ist der Denkmalatlas Niedersachsen. Der Stand der Liste ist der 21. November 2023.

## Allgemein
In den Spalten befinden sich folgende Informationen:
- Lage: die Adresse des Baudenkmales und die geographischen Koordinaten. Kartenansicht, um Koordinaten zu setzen. In der Kartenansicht sind Baudenkmale ohne Koordinaten mit einem roten Marker dargestellt und können in der Karte gesetzt werden. Baudenkmale ohne Bild sind mit einem blauen Marker gekennzeichnet, Baudenkmale mit Bild mit einem grünen Marker.
- Bezeichnung: Bezeichnung des Baudenkmales
- Beschreibung: die Beschreibung des Baudenkmales. Unter § 3 Abs. 2 NDSchG werden Einzeldenkmale und unter § 3 Abs. 3 NDSchG Gruppen baulicher Anlagen und deren Bestandteile ausgewiesen.
- ID: die Objekt-ID des Baudenkmales
- Bild: ein Bild des Baudenkmales, ggf. zusätzlich mit einem Link zu weiteren Fotos des Baudenkmals im Medienarchiv Wikimedia Commons. Wenn man auf das Kamerasymbol klickt, können Fotos zu Baudenkmalen aus dieser Liste hochgeladen werden:

## Cremlingen

### Gruppe: Kirchhof Cremlingen
Die Gruppe „Kirchhof Cremlingen“ aus Kirche und Kirchhof mit Gefallenengedenkstätte ist mittelalterlichen Ursprungs. Den Namen Michaeliskirche erhielt die Kirche erst 1963. Die Gruppe hat die ID 33966295.

| Lage                                    | Bezeichnung    | Beschreibung | ID       | Bild           |
| --------------------------------------- | -------------- | --- | -------- | -------------- |
| Im Dorfe 13 52° 14′ 54″ N, 10° 39′ 7″ O | Kirche         | Die Kirche St. Michael Cremlingen als Saalkirche aus verputztem Bruchsteinmauerwerk steht auf einem Bruchsteinsockel unter einem Satteldach. Der Chor ist auf die zweite Hälfte des 15. Jahrhunderts zu datieren. Der Westturm unter einem Satteldach kann in das frühe 13. Jahrhundert datiert werden. Die Malereien im Chorgewölbe wurden 1960 freigelegt. 1985 bis 1986 wurde der Innenraum saniert. | 34084954 | Weitere Bilder |
| Im Dorfe 13 52° 14′ 55″ N, 10° 39′ 7″ O | Kirchhof       | Der Kirchhof ist höher als das Straßenniveau gelegen und mit einer Stützmauer eingefasst. Auf ihm befindet sich ein Gefallenenehrenmal. | 34084978 | BW             |
| Im Dorfe 52° 14′ 55″ N, 10° 39′ 7″ O    | Kriegerdenkmal | Für die Gefallenen des Ersten und Zweiten Weltkriegs angelegtes lateinisches Tatzenkreuz aus Sandstein mit jeweils zwei schwarzen niedrigen Stelen mit Namensinschriften. | 34085000 | BW             |

### Gruppe: Hauptstraße 23, 25
Die Gruppe „Hauptstraße 23, 25“ besteht aus zwei Fachwerkhäusern und hat die ID 33966498.

| Lage                                        | Bezeichnung | Beschreibung | ID       | Bild |
| ------------------------------------------- | ----------- | --- | -------- | ---- |
| Hauptstraße 23 52° 14′ 55″ N, 10° 39′ 10″ O | Wohnhaus    | Vor 1813 errichtetes zweigeschossiges Fachwerkgebäude                                                                                            | 34084857 | BW   |
| Hauptstraße 25 52° 14′ 55″ N, 10° 39′ 11″ O | Wohnhaus    | Um 1815 errichtetes zweigeschossiges Fachwerkgebäude unter einem Halbwalmdach traufständig zur Straße. In den 1980er Jahren erheblich verändert. | 34084880 | BW   |

### Gruppe: Hauptstraße 19, 21
Die Gruppe „Hauptstraße 19, 21“ besteht aus zwei typischen Hofhäusern des 19. Jahrhunderts und hat die ID 33966841.

| Lage                                       | Bezeichnung | Beschreibung | ID       | Bild |
| ------------------------------------------ | ----------- | --- | -------- | ---- |
| Hauptstraße 19 52° 14′ 57″ N, 10° 39′ 3″ O | Wohnhaus    | In der ersten Hälfte des 19. Jahrhunderts errichtetes zweigeschossiges Fachwerkgebäude auf einem Hausteinsockel unter einem Halbwalmdach. | 34084810 | BW   |
| Hauptstraße 21 52° 14′ 57″ N, 10° 39′ 4″ O | Wohnhaus    | 1875 errichtetes zweigeschossiges Gebäude aus Werk- bzw. Haustein auf einem Werksteinsockel und unter einem Halbwalmdach.                 | 34084833 | BW   |

### Gruppe: Forsthaus Cremlinger Horn
Die Gruppe „Forsthaus Cremlinger Horn“ war früher eine Ziegelei und wurde dann zu einem Forsthof umgebaut. Die Gruppe hat die ID 33968735.

| Lage                                          | Bezeichnung | Beschreibung | ID       | Bild |
| --------------------------------------------- | ----------- | --- | -------- | ---- |
| Cremlinger Horn 1 52° 15′ 6″ N, 10° 40′ 35″ O | Wohnhaus    | Um 1830 für die Ziegeleiarbeiter errichtetes zweigeschossiges Fachwerkdoppelhaus auf einem Bruchsteinsockel und unter einem Halbwalmdach. Eine Renovierung im Inneren ist um 1900 erfolgt. | 34086743 | BW   |
| Cremlinger Horn 1 52° 15′ 5″ N, 10° 40′ 34″ O | Stall       | Eingeschossiges Fachwerkgebäude auf einem Bruchsteinsockel unter einem Schopfwalmdach. | 34086769 | BW   |

### Gruppe: Gut Cremlingen
Die Gruppe „Gut Cremlingen“ ist ein Rittergut, das seit 1391 im Besitz der Familie von Veltheim, das um 1850 erneut umgebaut wurde. Es hat die ID 33966311.

| Lage                                          | Bezeichnung              | Beschreibung | ID       | Bild |
| --------------------------------------------- | ------------------------ | --- | -------- | ---- |
| Sickter Straße 9 52° 14′ 47″ N, 10° 39′ 14″ O | Wohnhaus                 | Um 1850 errichtetes zweigeschossiges Fachwerkgebäude auf einem Sockel und unter einem Halbwalmdach.                                                   | 34085070 | BW   |
| Sickter Straße 9 52° 14′ 48″ N, 10° 39′ 15″ O | Wohn-/Wirtschaftsgebäude | Das eingeschossige Fachwerkgebäude steht auf einem Natursteinsockel unter einem Halbwalmdach. In der Mitte befindet sich ein Zwerchhaus mit Ladeluke. | 34085160 | BW   |
| Sickter Straße 9 52° 14′ 50″ N, 10° 39′ 13″ O | Scheune                  | 1855 errichtete massive Fachwerkscheune unter einem Walmdach mit Längseinfahrt.                                                                       | 34085116 | BW   |
| Sickter Straße 9 52° 14′ 48″ N, 10° 39′ 11″ O | Stall                    | 1882 errichteter anderthalbgeschossiger massiver Stall unter einem Satteldach.                                                                        | 34085094 | BW   |
| Sickter Straße 9 52° 14′ 49″ N, 10° 39′ 14″ O | Stall                    | Um 1855 errichteter zweigeschossiger Massivstall unter einem Halbwalmdach                                                                             | 34085138 | BW   |
| Sickter Straße 9 52° 14′ 46″ N, 10° 39′ 15″ O | Einfriedung              | Im 19. Jahrhundert errichtete zwei Meter hohe Mauer Kalkhausteinen mit Hofeinfahrt mit zwei Torpfeilern.                                              | 34085182 | BW   |

### Einzeldenkmale
| Lage                                        | Bezeichnung             | Beschreibung | ID       | Bild |
| ------------------------------------------- | ----------------------- | --- | -------- | ---- |
| Hauptstraße 33 52° 14′ 54″ N, 10° 39′ 17″ O | Wohn- und Geschäftshaus | 1829 errichtetes zweigeschossiges Fachwerkgebäude auf einem Sockel unter einem Halbwalmdach.                                  | 34084903 | BW   |
| Im Dorfe 6 52° 14′ 52″ N, 10° 39′ 10″ O     | Wohnhaus                | Um 1890 errichtetes massives zweigeschossiges Ziegelgebäude auf einem Werksteinsockel unter einem Walmdach mit Mittelrisalit. | 34085022 | BW   |
| L 631 / K 156 52° 15′ 42″ N, 10° 40′ 28″ O  | Meilenstein             | Im 19. Jahrhundert als Meilenstein errichteter Obelisk auf einem Sockel.                                                      | 34085047 | BW   |
| B1 52° 14′ 44″ N, 10° 40′ 9″ O              | Meilenstein             | Im 19. Jahrhundert als Meilenstein errichteter Obelisk.                                                                       | 34086611 | BW   |

## Abbenrode

### Gruppe: Kirchhof Abbenrode
Die Gruppe „Kirchhof Abbenrode“ besteht aus der St.-Peter-und-Paul-Kirche, die im 15. Jahrhundert an der höchsten Stelle des Ortes angelegt wurde, sowie dem Kirchhof und hat die ID 33966262.

| Lage                                       | Bezeichnung | Beschreibung | ID       | Bild           |
| ------------------------------------------ | ----------- | --- | -------- | -------------- |
| An den Eichen 52° 14′ 55″ N, 10° 43′ 31″ O | Kirche      | 1473 errichtete Saalkirche aus Bruchsteinmauerwerk unter einem Satteldach mit einem Westturm                                                    | 34084578 | Weitere Bilder |
| An den Eichen 52° 14′ 56″ N, 10° 43′ 31″ O | Kirchhof    | Der Kirchhof mit einem Findling zum Gedenken an die Gefallenen der beiden Weltkriege liegt erhöht und ist von einer Bruchsteinmauer eingefasst. | 34084602 | BW             |

### Gruppe: Hofanlage An den Eichen 4
Die Gruppe „Hofanlage An den Eichen 4“ ist der frühere Pfarrhof der Kirche aus dem frühen 19. Jahrhundert hat die ID 33966278.

| Lage                                         | Bezeichnung | Beschreibung | ID       | Bild |
| -------------------------------------------- | ----------- | --- | -------- | ---- |
| An den Eichen 4 52° 14′ 54″ N, 10° 43′ 30″ O | Wohnhaus    | 1771 errichtetes zweigeschossiges Wohnhaus auf einem Natursteinsockel und unter einem Halbwalmdach. 1992 ergänzte Fledermausgaube. | 34084624 | BW   |
| An den Eichen 4 52° 14′ 54″ N, 10° 43′ 32″ O | Stall       | Vor 1821 errichteter eingeschossiger Fachwerkstall unter einem Halbwalmdach. Vor 1844 wurde das Gebäude noch erweitert.            | 34084646 | BW   |
| An den Eichen 4 52° 14′ 54″ N, 10° 43′ 30″ O | Brunnen     | Der mit Bruchsteinmauerwerk eingefasste Brunnen ist in die Einfriedung eingebaut und wurde im 19. Jahrhundert errichtet.           | 34084668 | BW   |

### Einzeldenkmale
| Lage                                       | Bezeichnung              | Beschreibung | ID       | Bild           |
| ------------------------------------------ | ------------------------ | --- | -------- | -------------- |
| Bostengarten 4 52° 15′ 4″ N, 10° 43′ 30″ O | Wohn-/Wirtschaftsgebäude | 1858 nach einem Brand errichtetes zweigeschossiges Fachwerkgebäude auf einem Quadersockel unter einem Halbwalmdach                            | 34084690 | BW             |
| Eichtwete 6 52° 14′ 57″ N, 10° 43′ 27″ O   | Wohn-/Wirtschaftsgebäude | Um 1857 errichtetes zweigeschossiges Fachwerkgebäude auf einem Bruchsteinsockel unter einem Halbwalmdach. 2010 mit Holzverschalung versehen.  | 34084714 | BW             |
| Mühlenweg 52° 14′ 45″ N, 10° 43′ 26″ O     | Windmühle                | Die Bockwindmühle war 1864 oder 1881 von Helmstedt nach Abbenrode versetzt worden. Die Nutzung erfolgte bis 1980. Erneuerungen 1995 und 2022. | 34084738 | Weitere Bilder |
| Rodeweg 3 52° 14′ 57″ N, 10° 43′ 29″ O     | Wohnhaus                 | Nach 1857 errichtetes zweigeschossiges Fachgebäude auf einem Quadersockel und unter einem Halbwalmdach.                                       | 34084763 | BW             |
| Rodeweg 11 52° 15′ 0″ N, 10° 43′ 28″ O     | Wohn-/Wirtschaftsgebäude | 1811 errichtetes zweigeschossiges Fachwerkgebäude auf einem Bruchsteinsockel und unter einem Halbwalmdach.                                    | 34084787 | BW             |

### Kein Baudenkmal: Sendeanlage Cremlingen-Abbenrode
| Lage                               | Bezeichnung | Beschreibung | ID       | Bild           |
| ---------------------------------- | ----------- | --- | -------- | -------------- |
| K 148 52° 17′ 32″ N, 10° 43′ 28″ O | Sendeanlage | Der 1962 errichtete Sender Cremlingen-Abbenrode aus drei Masten in Höhe von 188 Metern, 137 Metern und 99 Metern dienten vor allem dem Deutschlandfunk für die Verbreitung des Programms. 1978 wurde der 137-Meter-Mast nur noch zur Reserve vorgehalten. Zum Jahresende 2015 wurde die gesamte Anlage abgeschaltet. Eine Aufnahme in das Denkmalverzeichnis wurde anschließend erwogen, dann aber Mitte 2016 verworfen. | 44850830 | Weitere Bilder |

## Destedt

### Gruppe: Schloss Destedt (Oberburg Destedt)
Die Gruppe „Oberburg Destedt“ besteht neben dem Schloss aus dem 17. Jahrhundert aus mehreren Wirtschafts- und Nebengebäuden sowie den Parkflächen. Das Schloss geht zurück auf die bereits 1430 zerstörte Wasserburg. Joachim Ludolf von Veltheim ließ auf dem bis dahin landwirtschaftlich genutzten Areal die Schlossanlage errichten. Seine Nachkommen ließen weitere Gebäude errichten. Die Gruppe hat die ID 33966328.

| Lage                                                                      | Bezeichnung              | Beschreibung | ID       | Bild |
| ------------------------------------------------------------------------- | ------------------------ | --- | -------- | ---- |
| An der Oberburg 5 52° 14′ 23″ N, 10° 42′ 38″ O                            | Schloss                  | Das Schloss Destedt wurde im Stil des Barock 1693 nach den Plänen des Architekten Johann Balthasar Lauterbach als zweigeschossiges Gebäude mit Mittelrisalit errichtet. Richtung Park ist ein Festsaal im Gebäude eingerichtet, der Stuck aus der Gestaltung Giacomo Perinettis trägt.                                                  | 34085252 |      |
| An der Oberburg 5 52° 14′ 22″ N, 10° 42′ 39″ O                            | Wohn-/Wirtschaftsgebäude | Das 1740 errichtete zweigeschossige massive Gebäude aus Bruchsteinmauerwerk unter einem Satteldach wirkt als Ostflügel der Schlossanlage. | 52096329 | BW   |
| An der Oberburg 5 52° 14′ 21″ N, 10° 42′ 39″ O                            | Stall                    | Um 1740 wurde der eingeschossige massive Stall aus Bruchsteinmauerwerk unter einem Satteldach errichtet. | 34085388 | BW   |
| An der Oberburg 5 52° 14′ 21″ N, 10° 42′ 38″ O                            | Pavillon                 | Um 1750 wurde der eingeschossige massive Pavillon unter einem Mansarddach errichtet. Das Bruchsteinmauerwerk ist gelb verputzt. | 34085277 | BW   |
| An der Oberburg 5 52° 14′ 21″ N, 10° 42′ 37″ O                            | Pavillon                 | Um 1750 wurde der eingeschossige massive Pavillon unter einem Mansarddach errichtet. Das Bruchsteinmauerwerk ist gelb verputzt. Die Mansarden tragen jeweils zwei Gauben | 34085299 | BW   |
| An der Oberburg 5 (Gartenmeister-Beese-Weg) 52° 14′ 27″ N, 10° 42′ 43″ O  | Gewächshaus              | Das im Park gelegene Palmenhaus auf einem Bruchsteinsockel unter einem Satteldach ist nach Süden mit der Fensterfront im Giebel ausgerichtet und 1872 erbaut worden. Ursprünglich war es als Schafstall genutzt worden. 1920 wurde ein Flügel abgebrochen.                                                                              | 34085321 |      |
| An der Oberburg 5 (Am Gutspark / Parkstraße) 52° 14′ 27″ N, 10° 42′ 38″ O | Park                     | Der Landschaftsgarten oder Gutspark wurde ursprünglich 1765 angelegt und zeigt einen sehr alten (amerikanischen) Baumbestand. Zahlreiche Rundwege und Gedenksteine sowie ein Teich finden sich in den Anlagen. Eine Grotte ist auf dem sog. Pflaumenberg errichtet. Der Park gehört zum Landschaftsschutzgebiet Rittergutspark Destedt. | 34085343 |      |
| An der Oberburg 5 52° 14′ 20″ N, 10° 42′ 33″ O                            | Einfriedung              | 1760 wurde das Schlossgelände (Ohne Park) durch eine Bruchsteinmauer zwischen den Straßen Parkstraße, Am Jödebrunnen und An der Oberburg eingefriedet | 34085366 | BW   |

### Gruppe: Unterburg Destedt
Die Gruppe „Unterburg Destedt“ ist der Gutshof der Familie von Veltheim. Durch die Teilung der Familienlinien entstanden in Destedt auch zwei Adelssitze. Die sog. Unterburg ist ein vierseitiger Gutshof, der im wesentlichen Gebäude aus der ersten Hälfte des 19. Jahrhunderts umfasst. Die Gruppe hat die ID 33966346. Die auf dem Gelände befindliche Reithalle ist als Nichtdenkmal kein Teil der Gruppe baulicher Anlagen.

| Lage                                                  | Bezeichnung        | Beschreibung | ID       | Bild |
| ----------------------------------------------------- | ------------------ | --- | -------- | ---- |
| Destedter Hauptstraße 1 52° 14′ 21″ N, 10° 42′ 24″ O  | Wohnhaus           | Das zweigeschossige ehemalige Verwalterwohnhaus aus Bruchsteinmauerwerk unter einem Satteldach wurde 1803 errichtet. Heute Gutsverwaltung. | 34085410 | BW   |
| Trift 2 52° 14′ 21″ N, 10° 42′ 19″ O                  | Stall              | Massives zweigeschossiges Stallgebäude aus Bruchsteinmauerwerk unter einem Halbwalmdach. | 34085456 | BW   |
| Destedter Hauptstraße 1 52° 14′ 22″ N, 10° 42′ 23″ O  | Speicher           | Das um 1815 errichtete massive Gebäude aus Bruchsteinmauerwerk unter einem Halbwalmdach hat zwei Quereinfahrten. | 34085479 | BW   |
| Destedter Hauptstraße 1a 52° 14′ 21″ N, 10° 42′ 22″ O | Stall              | Um 1840 wurde das massive eingeschossige Gebäude mit zwei Zwerchhäusern unter einem Halbwalmdach errichtet. | 34085433 | BW   |
| Destedter Hauptstraße 1a 52° 14′ 21″ N, 10° 42′ 22″ O | Stall              | Um 1840 wurde das massive eingeschossige Gebäude mit zwei Zwerchhäusern unter einem Halbwalmdach errichtet. | 34085433 | BW   |
| Destedter Hauptstraße 1 52° 14′ 22″ N, 10° 42′ 24″ O  | Nebengebäude       | Das Nebengebäude gehört zum Gut. | 51201242 | BW   |
| Destedter Hauptstraße 1 52° 14′ 24″ N, 10° 42′ 25″ O  | Nebengebäude       | Das Nebengebäude gehört zum Gut. | 51201269 | BW   |
| Destedter Hauptstraße 1 52° 14′ 24″ N, 10° 42′ 24″ O  | Nebengebäude       | Das Nebengebäude gehört zum Gut. | 51201308 | BW   |
| Lindenallee 1, 1a 52° 14′ 26″ N, 10° 42′ 26″ O        | Wohnhaus           | Das eingeschossige Wohnhaus wurde ursprünglich als Fachwerkgebäude mit einer Bruchsteinwand unter einem Halbwalmdach traufständig zur Straße errichtet. Die Giebel sind mit Pfannen behangen. | 51201365 | BW   |
| Trift 2, 4 52° 14′ 22″ N, 10° 42′ 17″ O               | Wirtschaftsgebäude | |          | BW   |
| Trift 4 52° 14′ 23″ N, 10° 42′ 18″ O                  | Wirtschaftsgebäude | Das massive eingeschossige Gebäude weitgehend aus Bruchsteinmauerwerk unter einem Halbwalmdach wurde zunächst als Scheune, deren Quereinfahrt zur Hofeinfahrt liegt, genutzt. 1955 wurde die Scheune zu einem Stall umgebaut. Bei einem Brand wurde 1996 ein Teil abgebrochen. das Gebäude wird heute teilweise als Werkstatt, teilweise für die anliegende Großviehklinik genutzt. | 52097640 | BW   |
| Trift / Lindenallee 52° 14′ 30″ N, 10° 42′ 15″ O      | Einfriedung        | Die Bruchsteinmauer fasst die Gutsanlage im Norden und Westen ein. | 34085502 | BW   |

### Einzeldenkmale
| Lage                                                  | Bezeichnung              | Beschreibung | ID       | Bild |
| ----------------------------------------------------- | ------------------------ | --- | -------- | ---- |
| An der Oberburg 52° 14′ 22″ N, 10° 42′ 40″ O          | Kriegerdenkmal           | Der Obelisk, umgeben von einer halben Rundmauer, wurde für die Gefallenen des Ersten Weltkrieges errichtet. | 34085231 | BW   |
| An der Oberburg 7 52° 14′ 22″ N, 10° 42′ 41″ O        | Kirche                   | 1839 bis 1840 wurde die Epiphaniaskirche als rechteckige Saalkirche aus Bruch- und Werksteinen auf einem Hausteinsockel und unter einem Satteldach anstelle der Vorgängerkirche von 1601 errichtet. | 34085205 | BW   |
| Destedter Hauptstraße 2 52° 14′ 20″ N, 10° 42′ 16″ O  | Stall                    | Um 1800 wurde der massive eingeschossige Stall aus Bruchsteinmauerwerk unter einem Halbwalmdach errichtet. Ursprünglich gehörte das Gebäude zur Unterburg Destedt. 1958 wurde das Gebäude für eine Raiffeisenbank und -verkaufsgeschäft umgebaut. Das Gebäude wird heute als „Haus der Vereine“ genutzt. | 34085524 | BW   |
| Destedter Hauptstraße 7 52° 14′ 19″ N, 10° 42′ 25″ O  | Wohnhaus                 | Um 1840 errichtetes zweigeschossiges Wohngebäude auf einem Bruchsteinsockel und unter einem Halbwalmdach. | 34085545 | BW   |
| Destedter Hauptstraße 20 52° 14′ 17″ N, 10° 42′ 24″ O | Wohn-/Wirtschaftsgebäude | 1623 errichtetes zweigeschossiges Fachwerkgebäude auf einem Bruchsteinsockel und unter einem Satteldach- | 34085570 | BW   |

### Ehemaliges Baudenkmal
| Lage                                                  | Bezeichnung              | Beschreibung | ID       | Bild |
| ----------------------------------------------------- | ------------------------ | --- | -------- | ---- |
| Destedter Hauptstraße 34 52° 14′ 16″ N, 10° 42′ 32″ O | Wohn-/Wirtschaftsgebäude | Vermutlich um 1600 errichtetes zweigeschossiges Fachwerkgebäude unter einem Satteldach. 2012 mit Genehmigung beseitigt und aus dem Denkmalverzeichnis gestrichen. | 38044572 | BW   |

## Gardessen

### Gruppe: Kirchhof Gardessen
Die Gruppe „Kirchhof Gardessen“ besteht aus Kirche, Kirchhof und einem Kriegerdenkmal. Eine Kirche hat es in Gardessen wohl spätestens seit dem frühen 13. Jahrhundert gegeben. Spoliensteine zeigen auf, dass 1472 wohl am Ort der heutigen Kirche ein steinerner Bau gestanden hat, der aber 1792 ersetzt wurde. 1802 wurde der Glockenturm, 1899 bis 1900 die heutige Kirche errichtet. Die Gruppe hat die ID 33966363.

| Lage                                      | Bezeichnung    | Beschreibung | ID       | Bild           |
| ----------------------------------------- | -------------- | --- | -------- | -------------- |
| Martinsweg 7 52° 15′ 32″ N, 10° 42′ 39″ O | Kirche         | Die Saalkirche St. Martin unter einem Satteldach aus der Zeit um 1899/1900 ist wohl in Anlehnung an die Wallfahrtskirche in Küblingen mit ihrer Haken- bzw. winkligen Form errichtet worden. Die Ausstattung der Kirche aus der Zeit um 1900 ist noch weitgehend erhalten.Die Malereien an der Balkendecke stammen von Adolf Quensen. | 34085644 | Weitere Bilder |
| Martinsweg 7 52° 15′ 32″ N, 10° 42′ 40″ O | Kirchhof       | Kirchhof mit Denkmal für die Gefallenen der Weltkriege | 34085668 | BW             |
| Martinsweg 7 52° 15′ 31″ N, 10° 42′ 39″ O | Kriegerdenkmal | Das eingezäunte Kriegerdenkmal dient der Erinnerung an die Gefallenen des Ersten Weltkriegs. | 34085690 | BW             |

### Einzeldenkmale
| Lage                                       | Bezeichnung              | Beschreibung | ID       | Bild |
| ------------------------------------------ | ------------------------ | --- | -------- | ---- |
| Am Sandbach 2 52° 15′ 30″ N, 10° 42′ 31″ O | Wohn-/Wirtschaftsgebäude | Um 1800 errichtetes zweigeschossiges Fachwerkgebäude auf einem Bruchsteinsockel und unter einem Halbwalmdach als Teil einer dreiseitigen Hofanlage.                                  | 34085595 | BW   |
| Martinsweg 1 52° 15′ 33″ N, 10° 42′ 36″ O  | Wohnhaus                 | 1854 errichtetes zweigeschossiges Fachwerkgebäude auf einem Werksteinsockel und unter einem Halbwalmdach                                                                             | 34085620 | BW   |
| Roter Berg 4a 52° 15′ 29″ N, 10° 42′ 36″ O | Wohn-/Wirtschaftsgebäude | Das 1890 errichtete hakenförmige zweigeschossige Fachwerkgebäude mit einer Längsdurchfahrt und unter einem Satteldach wurde für die frühere nach 1860 gegründete Ziegelei errichtet. | 34085712 | BW   |
| Roter Berg 10 52° 15′ 31″ N, 10° 42′ 40″ O | Wohnhaus                 | Das vor 1755 errichtete zweigeschossige Pfarrwitwenhaus auf einem Werksteinsockel und unter einem Satteldach wurde traufständig zur Straße errichtet.                                | 34085736 | BW   |

### Ehemalige Baudenkmale
| Lage                                             | Bezeichnung | Beschreibung | ID       | Bild |
| ------------------------------------------------ | ----------- | --- | -------- | ---- |
| Vor dem Eichberge 1 52° 15′ 33″ N, 10° 42′ 27″ O | Schule      | Um 1880 errichtetes zweigeschossiges Ziegelgebäude mit Mittelrisalit und Loggia und Zwerchhaus. 1992 aus dem Denkmalverzeichnis gestrichen. | 34085759 | BW   |

## Hemkenrode

### Gruppe: Kirchhof Hemkenrode
Die Gruppe „Kirchhof Hemkenrode“ liegt inmitten des Ortes und wurde erstmals 1329 erwähnt, wobei die bauliche Substanz sehr viel älter ist. Die Gruppe hat die ID 33966380.

| Lage                                          | Bezeichnung | Beschreibung | ID       | Bild           |
| --------------------------------------------- | ----------- | --- | -------- | -------------- |
| Am Glockengarten 52° 13′ 40″ N, 10° 42′ 17″ O | Kirche      | Der Kirchturm der unter einem Satteldach befindlichen Saalkirche mit Dachreiter stammt aus dem 12. Jahrhundert. Das teilweise romanische Kirchenschiff ist noch älter, wurde aber 1448 weitgehend umgebaut. Einen weiteren Umbau und eine umfangreiche Erneuerung erfuhr die Kirche 1878. Der Taufstein ist mittelalterlich. | 34085784 | Weitere Bilder |
| Am Glockengarten 52° 13′ 40″ N, 10° 42′ 17″ O | Kirchhof    | Der Kirchhof liegt erhöht an der Dorfstraße und wird dort durch eine Stützmauer aus Hausteinmauerwerk gesichert. Neben dem alten Baumbestand findet sich ein Kriegerdenkmal auf dem Kirchhof. | 34085808 | BW             |

## Hordorf

### Gruppe: Kirchhof Hordorf
Die Gruppe „Kirchhof Hordorf“ besteht aus Kirche St. Maria und Kirchhof mit Kriegerdenkmal. Der Ort wurde bereits 1299 urkundlich erwähnt. Eine Vorgängerkirche bestand vermutlich, wurde jedoch durch den heutigen Bau ersetzt. Die hat die ID 33966396.

| Lage                                      | Bezeichnung | Beschreibung | ID       | Bild |
| ----------------------------------------- | ----------- | --- | -------- | ---- |
| Bäckerstraße 52° 17′ 27″ N, 10° 39′ 19″ O | Kirche      | Die Saalkirche aus Bruchsteinmauerwerk unter einem Satteldach wurde im frühen 14. Jahrhundert errichtet.                                                                      | 34085830 | BW   |
| Bäckerstraße 52° 17′ 28″ N, 10° 39′ 18″ O | Kirchhof    | Das Gelände des Kirchhofs ist mit einer niedrigen Mauer eingefriedet. Auf dem Gelände findet sich eine Kriegerdenkmal zur Erinnerung an die Gefallenen der beiden Weltkriege. | 34085854 | BW   |

### Einzeldenkmal
| Lage                                        | Bezeichnung              | Beschreibung | ID       | Bild |
| ------------------------------------------- | ------------------------ | --- | -------- | ---- |
| Bäckerstraße 5 52° 17′ 29″ N, 10° 39′ 19″ O | Wohn-/Wirtschaftsgebäude | Bei dem 1821 errichteten zweigeschossigen Fachwerkgebäude unter einem Halbwalmdach handelt es sich um ein Querdielenhaus, das mittlerweile stark verändert wurde. | 34085876 | BW   |

## Klein Schöppenstedt

### Einzeldenkmale
| Lage                                               | Bezeichnung              | Beschreibung | ID       | Bild           |
| -------------------------------------------------- | ------------------------ | --- | -------- | -------------- |
| Im Altdorf 20 52° 15′ 11″ N, 10° 36′ 42″ O         | Kirche                   | Die Saalkirche wurde im 13. Jahrhundert aus verputztem Bruchsteinmauerwerk und unter einem Satteldach errichtet und vor 1650 um eine Vorhalle ergänzt. Es handelt sich um den nicht gewöhnlichen Fall einer Chorturmkirche. 1805 wurde die Rundapsis beseitigt. | 34085901 | Weitere Bilder |
| Im Altdorf 21 52° 15′ 11″ N, 10° 36′ 43″ O         | Wohn-/Wirtschaftsgebäude | Um 1650 wurde das zweigeschossige Fachwerkgebäude auf einem Bruchsteinsockel und unter einem Walmdach errichtet. | 34086632 | BW             |
| Schöppenstedter Turm 1 52° 15′ 2″ N, 10° 35′ 37″ O | Wohn- und Geschäftshaus  | Der Schöppenstedter Turm wurde ursprünglich 1664 als Gaststätte an der früheren Durchlassstelle der Landwehr errichtet. Der heutige zweigeschossige Fachwerkbau auf einem Natursteinsockel und unter einem Halbwalmdach.                                        | 34084929 | Weitere Bilder |

## Schandelah

### Gruppe: Hofanlage Hordorfer Straße 4
Die Gruppe „Hordorfer Straße 4“ aus dem 19. Jahrhundert war der einstige Pfarrhof der Kirche und hat die ID 33966430.

| Lage                                            | Bezeichnung  | Beschreibung | ID       | Bild |
| ----------------------------------------------- | ------------ | --- | -------- | ---- |
| Hordorfer Straße 4 52° 16′ 13″ N, 10° 41′ 23″ O | Wohnhaus     | 1818 wurde das zweigeschossige Fachwerkhaus auf einem Bruchsteinsockel und unter einem Halbwalmdach für den Pfarrer errichtet. | 34085971 | BW   |
| Hordorfer Straße 4 52° 16′ 13″ N, 10° 41′ 23″ O | Speicher     | Um 1820 wurde das zweigeschossige Gebäude auf einem Werksteinsockel und unter einem Satteldach errichtet.                      | 34085995 | BW   |
| Hordorfer Straße 6 52° 16′ 13″ N, 10° 41′ 22″ O | Nebengebäude | Das Gebäude der ehemaligen Schule wurde in Garagen mit Wohnung umgebaut und 1989 aus dem Denkmalverzeichnis genommen.          | 34086019 | BW   |

### Gruppe: Kirchhof Schandelah
Die Gruppe „Kirchhof Schandelah“ besteht aus Kirche St. Georg, Kirchhof und Kriegerdenkmal. Die Anlage ist ursprünglich aus dem 14. oder 15. Jahrhundert, wurde aber wegen Baufälligkeit 1875 durch einen neugotischen Bau ersetzt. Die Gruppe hat die ID 33966413.

| Lage                                            | Bezeichnung    | Beschreibung | ID       | Bild           |
| ----------------------------------------------- | -------------- | --- | -------- | -------------- |
| Hordorfer Straße 8 52° 16′ 14″ N, 10° 41′ 23″ O | Kirche         | Die Saalkirche unter einem Satteldach wurde nach Plänen von Friedrich Uhlmann 1875 errichtet. 1901 bis 1902 wurde die Kirche von innen bemalt. 2001 wurde ein neues Querschiff zum Gemeindehaus hin angebaut. Der Turm stammt noch aus dem 14./15. Jahrhundert. | 34086042 | Weitere Bilder |
| Hordorfer Straße 8 52° 16′ 14″ N, 10° 41′ 22″ O | Kirchhof       | Der erhöht liegende Kirchhof ist mit einer Werksteinstützmauer eingefasst. | 34086066 |                |
| Hordorfer Straße 8 52° 16′ 14″ N, 10° 41′ 22″ O | Kriegerdenkmal | Das aus drei gemauerten Elementen bestehende Mahnmal erinnert an die Gefallenen des Ersten und Zweiten Weltkrieges. | 34086088 | BW             |

### Einzeldenkmale
| Lage                                             | Bezeichnung              | Beschreibung | ID       | Bild           |
| ------------------------------------------------ | ------------------------ | --- | -------- | -------------- |
| Am Alten Friedhof 3 52° 16′ 16″ N, 10° 41′ 18″ O | Wohnhaus                 | 1858 wurde das zweigeschossige Fachwerkgebäude auf einem Quadersockel und unter einem Schopfwalmdach für die vierseitige Hofanlage errichtet. 1900 wurden kleinere Ergänzungen vorgenommen. | 34085924 | BW             |
| Hordorfer Straße 1 52° 16′ 11″ N, 10° 41′ 21″ O  | Scheune                  | 1843 wurde die ein- bis zweigeschossige Fachwerkscheune auf einem verputzten Sockel unter einem Halbwalmdach mit Längsdurchfahrt errichtet                                                  | 34085948 | BW             |
| Hordorfer Straße 12 52° 16′ 15″ N, 10° 41′ 21″ O | Scheune                  | Um 1820 errichtete eingeschossige Fachwerkscheune auf einem Bruchsteinsockel und unter einem Halbwalmdach mit zwei Querdurchfahrten.                                                        | 34086110 | BW             |
| Im Winkel 5 52° 16′ 7″ N, 10° 41′ 20″ O          | Wohn-/Wirtschaftsgebäude | Um 1890 in Erweiterung eines Fachwerkgebäudes errichtetes zweigeschossiges Bruchsteingebäude unter einem Satteldach                                                                         | 34086135 | BW             |
| Im Winkel 6 52° 16′ 7″ N, 10° 41′ 17″ O          | Wohnhaus                 | Um 1870 errichtetes zweigeschossiges Fachwerkgebäude unter einem Satteldach mit einem Risalit. Der Westgiebel hat einen Schieferplattenbehang.                                              | 34086160 | BW             |
| L 633 / K 144 52° 17′ 46″ N, 10° 42′ 8″ O        | Meilenstein              | Der anderthalb Meter hohe Obelisk auf einem Sockel wurde im 19. Jahrhundert errichtet. | 34086209 | BW             |
| Kleiberg 1 52° 16′ 15″ N, 10° 41′ 31″ O          | Schule                   | 1896 wurde die zweigeschossige Schule auf einem Werksteinsockel und unter einem Satteldach mit einem Risaliten als Eingang errichtet.                                                       | 34086185 | Weitere Bilder |

### Ehemalige Baudenkmale
| Lage                                                     | Bezeichnung              | Beschreibung | ID       | Bild |
| -------------------------------------------------------- | ------------------------ | --- | -------- | ---- |
| Sandbachstraße 52° 16′ 3″ N, 10° 41′ 19″ O               | Brücke                   | 1872 errichtete Gewölbebrücke für die Bahnstrecke Braunschweig–Magdeburg aus Quadermauerwerk. 2001 aus dem Denkmalverzeichnis entfernt.                            | 48066929 | BW   |
| Sandbachstraße 1, 1A bis 1C 52° 16′ 11″ N, 10° 41′ 22″ O | Wohn-/Wirtschaftsgebäude | Um 1850 wurde das rechtwinklige Gebäude auf einem Werksteinsockel unter einem Satteldach mit Querdurchfahrt errichtet. 1995 aus dem Denkmalverzeichnis gestrichen. | 34086232 | BW   |

## Schulenrode

### Gruppe: Hofanlage An der Kirche 2
Die Gruppe „Hofanlage An der Kirche 2“ weitgehend aus dem 18. und 19. Jahrhundert und gehört zu den bedeutendsten überlieferten Hofanlagen, da sowohl Erscheinungsbild als auch Innenraumgefüge noch erhalten sind. Die Gruppe hat die ID 33966447.

| Lage                                         | Bezeichnung | Beschreibung | ID       | Bild |
| -------------------------------------------- | ----------- | --- | -------- | ---- |
| An der Kirche 2 52° 14′ 14″ N, 10° 40′ 47″ O | Wohnhaus    | Das 1724 errichtete zweigeschossige Fachwerkgebäude steht auf einem Natursteinsockel und unter einem Satteldach mit Halbwalm. Im Westen wurde es im 19. Jahrhundert erweitert. Es ist vermutlich eines der ältesten Gebäude Schulenrodes neben der Kirche. | 34086282 | BW   |
| An der Kirche 2 52° 14′ 13″ N, 10° 40′ 48″ O | Scheune     | 1856 wurde die eingeschossige Fachwerkscheune mit einer Längsdurchfahrt und mit zweigeschossigem Stall auf einem Quadersockel und unter einem Halbwalmdach errichtet.                                                                                      | 34086256 | BW   |
| An der Kirche 2 52° 14′ 14″ N, 10° 40′ 47″ O | Stall       | 1923 errichteter zweigeschossiger Stall aus Backstein auf einem Quadersockel und unter einem Satteldach. | 34086308 | BW   |
| An der Kirche 2 52° 14′ 13″ N, 10° 40′ 48″ O | Schuppen    | Der eingeschossige Fachwerkschuppen auf einem Natursteinsockel unter einem Schleppdach wurde an die Scheune angebaut. | 45899277 | BW   |
| An der Kirche 2 52° 14′ 13″ N, 10° 40′ 47″ O | Anbau       | Das eingeschossige Fachwerkgebäude auf einem Natursteinsockel unter einem Schleppdach ist eine Remise, die an den Pferdestall angebaut wurde. | 34086697 | BW   |
| An der Kirche 2 52° 14′ 13″ N, 10° 40′ 47″ O | Pflaster    | Unregelmäßige Hofpflasterung mit Elmkalksteinen. | 52179154 | BW   |

### Einzeldenkmale
| Lage                                             | Bezeichnung              | Beschreibung | ID       | Bild           |
| ------------------------------------------------ | ------------------------ | --- | -------- | -------------- |
| An der Kirche 5 52° 14′ 13″ N, 10° 40′ 49″ O     | Kirche                   | Die romanische Saalkirche St. Georg Schulenrode unter einem Satteldach mit einem Dachreiter kann in das 12. Jahrhundert datiert werden. Veränderungen am Chor fanden im 13. und 14. Jahrhundert statt. In den 1960er Jahren wurden Rankenmalerei aus der Spätgotik freigelegt, die zuvor von Adolf Quensen übermalt worden waren. Das Schnitzretabel von Hans Markgreve ist von 1474 und der Taufstein von 1658. | 34086332 | Weitere Bilder |
| Sickter Weg 13, 13A 52° 14′ 16″ N, 10° 40′ 43″ O | Wohn-/Wirtschaftsgebäude | Im 16. oder 17. Jahrhundert errichtetes zweigeschossiges Fachwerkgebäude auf einem Bruchsteinsockel und unter einem Satteldach mit um 1900 ergänzter Querdurchfahrt, das im Kern erhalten geblieben ist. Erneuerungen und Erweiterungen von Mitte bis Ende des 19. Jahrhunderts. | 34086357 | BW             |

### Ehemaliges Baudenkmal
| Lage                                        | Bezeichnung | Beschreibung                                                                                            | ID       | Bild |
| ------------------------------------------- | ----------- | --- | -------- | ---- |
| Sickter Weg 22 52° 14′ 17″ N, 10° 40′ 42″ O | Wohnhaus    | Auf Grund der Veränderungen an dem Fachwerkgebäude wurde es 2020 aus dem Denkmalverzeichnis gestrichen. | 48776076 | BW   |

## Weddel

### Gruppe: Kirchhof Weddel
Die Gruppe „Kirchhof Weddel“ besteht aus der Christuskirche und ihrem Kirchhof. Die Gruppe hat die ID 33966514.

| Lage                                     | Bezeichnung | Beschreibung | ID       | Bild           |
| ---------------------------------------- | ----------- | --- | -------- | -------------- |
| Kirchstraße 52° 16′ 16″ N, 10° 37′ 17″ O | Kirche      | Die Christuskirche Weddel ist eine Saalkirche. Ihr Chor unter einem Satteldach kann laut Inschrift auf 1391 datiert werden. Die Sakristei datiert auf 1458. Der Westturm wurde 1895 angefügt. | 34086538 | Weitere Bilder |
| Kirchstraße 52° 16′ 16″ N, 10° 37′ 17″ O | Kirchhof    | Der Kirchhof umfasst neben der Kirche auch ein Denkmal für die Gefallenen beider Weltkriege.                                                                                                  | 34086563 | BW             |

### Gruppe: Hofanlage Bauernstraße 22, 23
Die Gruppe „Hofanlage Bauernstraße 22, 23“ besteht aus zwei dreiseitigen Hofanlagen aus der Zeit zwischen 1850 und 1900. Die Gruppe hat die ID 33966464.

| Lage                                         | Bezeichnung              | Beschreibung | ID       | Bild |
| -------------------------------------------- | ------------------------ | --- | -------- | ---- |
| Bauernstraße 22 52° 16′ 12″ N, 10° 37′ 23″ O | Wohn-/Wirtschaftsgebäude | 1857 errichtetes zweigeschossiges Fachwerkgebäude auf einem Natursteinsockel unter einem Halbwalmdach.                                                                       | 34086429 | BW   |
| Bauernstraße 22 52° 16′ 13″ N, 10° 37′ 22″ O | Scheune                  | Um 1860 errichtete Fachwerkscheune auf einem Quadersockel und unter einem Satteldach mit Durchfahrten an der Seite und in der Mitte.                                         | 34086450 | BW   |
| Bauernstraße 22 52° 16′ 12″ N, 10° 37′ 22″ O | Stall                    | Um 1850 errichteter zweigeschossiger Fachwerkstall unter einem Satteldach.                                                                                                   | 38492528 | BW   |
| Bauernstraße 23 52° 16′ 12″ N, 10° 37′ 21″ O | Wohnhaus                 | 1877 errichtetes zweigeschossiges Fachwerkgebäude mit einem Stallteil auf einem Quadersockel und unter einem Satteldach. Der Stallteil wurde 1990 zu einer Wohnung umgebaut. | 34086471 | BW   |
| Bauernstraße 23 52° 16′ 13″ N, 10° 37′ 21″ O | Scheune                  | Um 1890 errichtete Fachwerkscheune auf einem Bruchsteinsockel unter einem Halbwalmdach mit seitlicher und mittiger Querdurchfahrt.                                           | 34086495 | BW   |
| Bauernstraße 23 52° 16′ 12″ N, 10° 37′ 20″ O | Stall                    | Um 1890 als Stall errichtetes eingeschossiges Ziegelgebäude unter einem Satteldach.                                                                                          | 34086517 | BW   |

### Einzeldenkmale
| Lage                                              | Bezeichnung              | Beschreibung | ID       | Bild |
| ------------------------------------------------- | ------------------------ | --- | -------- | ---- |
| Bauernstraße 10 52° 16′ 14″ N, 10° 37′ 35″ O      | Wohn-/Wirtschaftsgebäude | Nach den Erkenntnissen aus dendrochronologischen Untersuchungen wurde das zweigeschossige Vierständer-Fachwerkgebäude auf einem Bruchsteinsockel und unter einem Satteldach nach 1756 errichtet. | 34086720 | BW   |
| Bauernstraße 17a 52° 16′ 14″ N, 10° 37′ 33″ O     | Wohn-/Wirtschaftsgebäude | 1801 errichtetes zweigeschossiges Fachwerkgebäude auf einem Bruchsteinsockel unter einem Halbwalmdach.                                                                                           | 34086381 | BW   |
| Bauernstraße 19, 19a 52° 16′ 13″ N, 10° 37′ 28″ O | Wohn-/Wirtschaftsgebäude | Um 1780 errichtetes zweigeschossiges Fachwerkgebäude einer dreiseitigen Hofanlage unter einem Halbwalmdach.                                                                                      | 34086405 | BW   |

### Ehemalige Baudenkmale
| Lage                                            | Bezeichnung                  | Beschreibung | ID       | Bild |
| ----------------------------------------------- | ---------------------------- | --- | -------- | ---- |
| Bauernstraße 17 52° 16′ 13″ N, 10° 37′ 32″ O    | Wohnhaus                     | Das Fachwerkgebäude wurde aus Vahlberg-Berklingen hierher transloziert und dabei erheblich verändert, so dass es 2001 aus dem Denkmalverzeichnis gestrichen wurde.   | 34086674 | BW   |
| Kirchstraße 16 52° 16′ 17″ N, 10° 37′ 15″ O     | Wohn- und Verwaltungsgebäude | Das sog. Paul-Gerhardt-Haus wurde 1890 im Norden als Ziegelgebäude und im Süden als Fachwerkgebäude ausgeführt. 1993 wurde es aus dem Denkmalverzeichnis gestrichen. | 34086586 | BW   |
| Schapener Straße 9 52° 16′ 12″ N, 10° 37′ 14″ O | Hofanlage                    | Die dreiseitige Hofanlage wurde 2023 aus dem Denkmalverzeichnis genommen.                                                                                            | 34086655 | BW   |